# Erbach (Bade-Wurtemberg)
Pour les articles homonymes, voir Erbach.
Erbach est une ville de Bade-Wurtemberg (Allemagne), située dans l'arrondissement d'Alb-Danube, dans la région Donau-Iller, dans le district de Tübingen.

## Géographie
Erbach est situé à l'extrémité sud-est du Hochsträß (partie de Jura souabe) entre Ulm au nord-est et Ehingen au sud-ouest. Il est situé près de la rive gauche ou nord du Danube, séparé par de nombreux petits étangs.
La ville borde Ulm au nord et à l'est, Hüttisheim au sud, Achstetten dans le district de Biberach an der Riß, Oberdischingen au sud-ouest, Altheim (près d'Ehingen) à l'ouest, et les villes de Schelklingen et Blaubeuren au nord-ouest.
Outre le centre-ville (avec les quartiers résidentiels de Riedmühle et Burren et le hameau de Wernau), les quartiers de Bach, Dellmensingen, Donaurieden, Ersingen et Ringingen appartiennent également à Erbach.